# المصلحة الجهوية للتحقيق في الهجرة والهجرة غير الشرعية (الجزائر)
المصلحة الجهوية للتحقيق في الهجرة والهجرة غير الشرعية (بالفرنسية :brigade régionale d'investigation sur l'immigration et l'émigration clandestines (BRIEC)) قامت الشرطة الجزائرية بإنشائها في كل من أدرار وتمنراست وإليزي وتلمسان وذلك باعتبارها أكبر منافذ دخول المهاجرين غير الشرعيين من دول الجوار وذلك من أجل التحكم الجيد في القضية.